# Knox City (Texas)
Pour les articles homonymes, voir Knox City.
Knox City est une ville située au sud du comté de Knox , au Texas, aux États-Unis,.

## Démographie
Lors du recensement de 2010, la ville comptait une population de 1 130 habitants. Elle est estimée, en 2016, à 1 162 habitants.

### Source de la traduction
- (en) Cet article est partiellement ou en totalité issu de l’article de Wikipédia en anglais intitulé « Knox City, Texas » (voir la liste des auteurs).